# Missão Sul-Americana
A Missão Sul-Americana foi uma organização de A Igreja de Jesus Cristo dos Santos dos Últimos Dias criada em 1925. A Igreja de Jesus Cristo organiza Missões de pregação em todo o mundo, e para cada uma delas tem uma área geográfica delimitada, uma cidade sede. Além disso, a Igreja designa aqueles que serão os Presidentes dessas Missões. No caso da Missão Sul-americana, sua sede foi estabelecida em Buenos Aires, capital da Argentina, e abrangia todos os países da América do Sul. A Missão Sul-americana teve apenas dois Presidentes: Melvin J. Ballard (que também servia como membro do Conselho dos Doze Apóstolos da Igreja), que serviu de dezembro de 1925, quando foi estabelecida a Missão, até junho e 1926, quando chegou a Buenos Aires seu sucessor, Reinhold Stoff, que presidiu a Missão até 1935, quando a Missão Sul-americana foi dividida, dando lugar à Missão Brasileira, com sede em São Paulo, e a Missão Argentina, com sede ainda em Buenos Aires.